# Квайс Шаєсте
Квайс Шаєсте (нід. Qays Shayesteh, перс. قیس شایسته, нар. 22 березня 1988, Кабул) — афганський та нідерландський футболіст, півзахисник клубу «Гланербрюг».
Виступав лише за нідерландські клуби, а також збірну Афганістану. Старший брат афганського футболіста Файсала Шаєсте.

## Клубна кар'єра
Народився 22 березня 1988 року в місті Кабул. Вихованець юнацьких команд футбольних клубів «Твенте» та «Гераклес» (Алмело).
У дорослому футболі дебютував 2008 року виступами за команду клубу «Гераклес» (Алмело), в якій провів два сезони, взявши участь лише у 7 матчах чемпіонату.
Протягом 2010 року захищав кольори команди клубу «Вендам» з Ерестедивізіє, після чого перейшов в «Еммен».
2012 року на правах вільного агента приєднався до складу «Гланербрюга» з п'ятого за рівнем дивізіону Нідерландів.

## Виступи за збірну
2011 року провів два матчі у складі національної збірної Афганістану. 